# オオアシトガリネズミ
オオアシトガリネズミ（Sorex unguiculatus）は、真無盲腸目トガリネズミ科トガリネズミ属に分類されるトガリネズミの一種。

## 分布
北海道、礼文島、利尻島、天売島、大黒島、嶮暮帰島、国後島、色丹島、多楽島、志発島、秋勇留島、勇留島、水晶島、樺太島、ロシア沿海地方、中国北東部、北朝鮮に分布する。

## 形態
頭胴長54-97mm、後足長12.4-15.5mm、尾長40-53mm、体重6.0-19.3g。日本で最も大きなトガリネズミである。
手とその爪が大きく発達しており、爪を除いた手の大きさは8.2-9.9mm、爪は長さ2-3.5mmになる。手と爪は老獣になるほど大きい。また、幼獣や亜成獣では手に短毛があるが、成熟するにつれて裸出し荒い鱗片に覆われる。また指球も、成長につれて大きくなる。
尾は長く、頭胴長の54-69%になる。尾は短毛に覆われているが、成長につれて裸出する。体と同じ色だが、毛の光沢が強い。
体毛は、亜成獣の夏毛で背面がバーントアンバー色になる。腹面に向かうにつれて明るくなり、明るいタン色になる。体色は、成長をするにつれて濃くなり、背面と腹面の境界が明瞭になっていく。全身の白毛がアルビノ個体は、2020年に1例報告されている。

## 分類
1890年に樺太産の標本を基にG.E. Dobsonにより記載された。1924年に岸田久吉によって北海道産の個体がオオトガリネズミの亜種エゾオオアシトガリネズミSorex daphaenodon yesoensisとして記載されたが、のちに今泉吉典によって本種のシノニムとみなされている。

## 生態
草原や湿原に生息する。ほとんどの陸上環境に適応することができ、特に落ち葉や腐葉土が厚く湿っている環境に多く生息する。縄張りをもっており、1-2時間の周期で休息と活動を繰り返しながら、餌となる小型の昆虫やミミズ、ジムカデを捕食する。半地下性の生活を送っていることから、他のトガリネズミ類と比べてミミズ類の捕食量が多い。地下に枯れ草などで巣を作る。
繁殖は4月から9月にかけて行われる。メスは求愛行動として、腰を左右に振って尾を震わせる。妊娠期間は21 - 22日。一般的に3-6頭の子どもを出産する。授乳期間は23 - 29日あるいは31 - 36日で、離乳した幼獣は亜成獣と同等の大きさに達する。越冬後の亜成獣は3月から4月に性成熟に達する。8月以降成獣オスの活動個体数がメスと比較して減少することから、オスの寿命は短いと考えられている。野生では最も長いもので18か月ほど生きると考えられており、2年以上越冬する個体は確認されていない。飼育下では捕獲された越年個体による最大493日の長期飼育例があり、この個体は710 - 830日間生存したと推定されている。